# Ardisia minor
Ardisia minor är en viveväxtart som beskrevs av George King och Gamble. Ardisia minor ingår i släktet Ardisia och familjen viveväxter. Inga underarter finns listade i Catalogue of Life.